# مورتون بارتليت
مورتون بارتليت (بالإنجليزية: Morton Bartlett)‏ هو مصور أمريكي، ولد في 1909 في شيكاغو في الولايات المتحدة، وتوفي في 1992 في بوسطن في الولايات المتحدة.